# Морле
 Тази статия е за града във Франция.  За окръга вижте Морле (окръг).  За кантона вижте Морле (кантон).
Морлѐ (на френски: Morlaix, [mɔʁlɛ]) е град в северозападна Франция, административен център на окръг Морле и кантон Морле в департамент Финистер на регион Бретан. Населението му е около 15 000 души (2017).
Разположен е на 61 метра надморска височина в Армориканските възвишения, на брега на протока Ла Манш и на 53 километра североизточно от Брест. Селището съществува от галската епоха, а в средата на XIX век през централната му част е изграден висок 62 метра железопътен виадукт. Градът е център на малка агломерация, включваща още предградията Плуезок, Плурен ле Морле и Сен Мартен де Шам.

## Известни личности
Родени в Морле
- Жозеф Плебер (1866 – 1947), архитект
- Емил Сувестър (1806 – 1854), писател
- Тристан Корбиер (1845 – 1875), поет

Починали в Морле
- Тристан Корбиер (1845 – 1875), поет